# Tafelgeld
Tafelgelder waren Gelder oder Geldsummen, die einer Einzelperson oder einer festgelegten Personengruppe zugeteilt wurde. Es waren Zuschüsse, die an Bord deutscher Kriegsschiffe gewährt wurden, Vergütungen für Landräte im Baltikum oder hochgestellte Personen in Preußen.

## Kaiserliche Marine bis 1918
In der Kaiserliche Marine wurde, außer von dem Kommandanten, es ebenfalls von Offizieren, Ärzten, Ingenieuren, Pfarrern, Fähnrichen zur See, Seekadetten und Deckoffizieren sowie Passagieren und Beamten, die einer Messe dienstlich zugewiesen waren, bezogen. Das Tafelgeld betrug für jeden Tag der Anwesenheit an Bord z. B. für den Staatssekretär des Reichsmarineamtes und für den kommandierenden Admiral in den Reichskriegshäfen 30 Mark, in der Ost- und Nordsee 36 Mark und im Ausland 60 Mark, für den Kommandanten eines Schiffs dritten bis ersten Ranges 10, 12 oder 18 Mark, für jedes Mitglied der Offiziersmesse 3,20, 3,50 oder 5 Mark, für jedes Mitglied der Kadetten- und Deckoffiziersmesse 1,50, 1,75 oder 2,50 Mark, je nach dem Aufenthalt des Schiffs im In- oder Ausland. Im kaiserlichen Heer wurden vergleichbare Bezüge als Tischgeld bezeichnet.

## Preußische Tafelgelder
Wie in Preußen erhielten auch in anderen Fürstentümern und Königreichen Europas hohe und höhere Staatsdiener außer ihrem Salär die Zahlung von Tafelgeld. Vor Friedrich dem Großen (1712–1786) nannte man sie auch „Neujahrsgelder“, erst zu seiner Zeit wurde der Begriff „Tafelgeld“ eingeführt. Aber ganz ohne Gegenleistung wurden diese Gratifikation nicht gewährt, der Empfänger hatte damit auch Pflichten zu erfüllen. Das bedeutete zum Beispiel: „…bei allen Hoffesten und jährlich zur Zeit des Carnevals mussten sie Assembleen, die von diesen Geldern bestritten wurden, geben. Oft beliefen sich die Neujahrs= oder Tafelgelder so hoch, als das Gehalt selbst.“

## Tischgelder für die Landräte im Baltikum
Die Landräte in Livland und Oesel, sowie Kurland und Estland bezogen aus den Landratsgütern „Tafelgelder“, dieses waren „Gelder oder Geldsummen, die einem vornehmen Herrn zur Bestreitung seiner Tafel, und in anderer Bedeutung zur Führung seines Hofstaats angewiesen und bestimmt sind.“

## Finanzmarkt
Im Bereich der Finanzmärkte und auch in der Begrifflichkeit der Wirtschaft umschreibt das Wort „Tafelgeld“ unterschiedliche Merkmale: 

„Zum Einen stellt es eine veraltete Bezeichnung für die täglich fälligen Einlagen der einzelnen Banken dar. Diese werden zum Beispiel im Anhang „Statistik des Euro-Währungsgebiets“ ausgewiesen. Hier sind sie unter der Rubrik „Finanzkonten und nichtfinanzielle Konten“ und der zugehörigen Unterrubrik „Wichtige Forderungen der nichtfinanziellen Sektoren“ zu finden. Dabei kann man diese Werte immer im aktuellen Monatsbericht der EZB nachlesen. Ebenfalls bezeichnet man mit Tafelgeld eine Zwangsabgabe zur Verköstigung von fremden und eigenen Militärpersonen.  Eine weitere Definition sagt aus, dass das Tafelgeld Geld ist, welches bei diversen Anlässen wie Festlichkeiten oder Banketten für bedürftige Personen eingesammelt wurde, somit eine Art Almosen.  Zum Vierten kann man darunter die frühere Unterhaltszahlung an vom Dienst abgesetzte Offiziere verstehen.  Heute ist diese Unterhaltszahlung noch an suspendierte Geistliche üblich. Weiterhin mussten Geistliche, die ein Einkommen aus mehreren besoldeten Anstellungen erhielten, die auch als „Pfründen“ bezeichnet wurden, Bargeld an die obere Kirchenbehörde, die Diözese, abgeben. Diese Abgabe bezeichnete man mit dem Begriff Tafelgeld ebenso wie als Absentgeld.“